# Chinamax
O Chinamax ou "Valemax de segunda geração" constitui o padrão de dimensionamento de navios que lhes permite utilizar os vários portos da China na sua máxima carga. Por outro lado, os portos e as outras facilidades marítimas compatíveis com Chinamax são aquelas capazes de receber aquele tipo de navios, ou seja são capazes de receber navios com as dimensões máximas permitidas por aquele padrão.
As dimensões máximas estabelecidas para os navios Chinamax são 24 m de calado, 65 m de boca e 360 m de comprimento de fora a fora. Dentro dos limites dimensionais, um navio Chinamax poderá transportar até 388 000 toneladas de carga a granel, correspondendo portanto a um mineraleiro muito grande (VLOC, very large ore carrier).
A designação "Chinamax" tem origem nos transportes marítimos de minério a partir de vários pontos do Mundo para a China. Ao contrário dos padrões Suezmax e Panamax, o Chinamax não se refere a um limite para passagem de canais, mas sim a um limite portuário. O projeto Chinamax foi alavancado após a Vale vender os Valemax para empresas Chinesas após lobby local.